# Erik Belfrage
Erik Jean Christian Antoine Belfrage (13 de abril de 1946 - 18 de abril de 2020) foi um diplomata sueco, executivo bancário e consultor político.

## Infância e educação
Belfrage era filho do diplomata Kurt-Allan Belfrage e da sua esposa, Renée France Paule Puaux. O seu irmão, Frank Belfrage, é economista e diplomata. Belfrage formo-seu na Stockholm School of Economics em 1970.

## Carreira
Belfrage trabalhou no Ministério de Relações Externas de 1970 a 1987 como diplomata em Genebra, Washington, DC., Bucareste, Beirute e Paris. Em 1987, ele tornou-se vice-presidente da Skandinaviska Enskilda Banken e assessor da Investor AB. Belfrage também actuou como consultor de Peter Wallenberg e da família Wallenberg entre 1987 e 2012.

## Morte
Depois de sofrer de COVID-19 durante a pandemia, Belfrage morreu no Hospital Saint Göran em Estocolmo no dia 18 de abril de 2020.